# ケイ・アンナ
ケイ・アンナ（本名：三原 加代子〈みはら かよこ〉、1950年3月15日 - ）は、1970年代に活躍した歌手、タレント。現在の事務所はG・ステージ。
東京都出身。血液型はB型。夫は三原綱木。長男は.samの三原宏之。

## 略歴
アメリカ人の父と日本人の母との間に生まれる。3歳から12歳までアメリカ合衆国テキサス州で育つ。
高校在学時より雑誌のモデルやラジオに出演、大学入学後よりテレビ、ラジオでタレントとして本格的に活動を始める。
その後も司会やレポーター、通訳など幅広く活躍し英会話ビデオの監修や製作など子供の英語教育にも熱心である。
1979年に結婚。2男1女をもうけ、子育てに専念。
著書には自身の子育てを綴った『ことばのキャッチボールで子どもは育つ』がある。
現在では子育ても終わり、講演会やイベント司会などの芸能活動を本格的に再開。

## 出演

### テレビ
- 一枚の写真（1989年9月7日、フジテレビ）
- 徹子の部屋（2019年1月25日、テレビ朝日） - ロザンナ・ザンボンと出演

### ラジオ
- 歌謡大行進（1975年10月 - 1976年9月、文化放送） - 三波伸介と共演

### CM
- シャープハイクッカー（電子レンジ） - 湯原昌幸と共演